# Mortal Kombat Mobile
Mortal Kombat Mobile (ранее Mortal Kombat X: Mobile) — условно-бесплатная компьютерная игра в жанре 2D-файтинг, разработанная компанией NetherRealm Studios и изданная Warner Bros. Games для смартфонов на операционных системах iOS и Android 8 апреля и 4 мая 2015 года соответственно.

## Игровой процесс
В Mortal Kombat Mobile присутствуют одиночная и многопользовательская игры. Для участия в бою потребуется команда из трёх бойцов. Если на экран нажать один раз, то произведётся атака противника; для блокирования удара врага стоит нажать двумя пальцами. Также пару ударов можно превратить в комбо, вовремя проведя пальцем по экрану, а чтобы выполнить спецприём игроку надо будет исполнить QTE. По окончании битвы уровень персонажей возрастает, что даёт возможность изучить новые умения, старые также могут быть усовершенствованы. В игре огромное количество бойцов, благодаря чему игрок может создать множество команд — у бойцов имеется выносливость, которая постепенно истощается, и если у одной команды она кончилась, то игрок может на некоторое время поменять на другую. Выносливость восполняется за души — одной из внутриигровых валют Mortal Kombat.

## Разработка и выход
2 марта 2015 года NetherRealm Studios официально анонсировала мобильную версию Mortal Kombat X на iOS и Android, которая будет выпущена в апреле. Её описывали как «гибрид условно-бесплатного файтинга и карточного баттлера». Версия на iOS вышла по всему миру 7 апреля, а на Android — 21 апреля в некоторых азиатских странах.
С выходом версии 1.11 от 6 декабря 2016 года в игре появился Фредди Крюгер, ранее фигурировавший в Mortal Kombat 2011 года. Персонаж сохранил свои фирменные приёмы и «рентгеновскую» атаку из своей «старшей» игры.

## Отзывы критиков
Александр Михно из Игры Mail.ru положительно отозвался о факте присутствия в игре фаталити и X-ray-атак, но отрицательно высказался о минимальной «связи между игроком и персонажем», малом количестве приёмов, «вялом» процессе драки и о том, что весь игровой процесс приводит к «однообразной долбёжке». Также обозреватель заявил, что Mortal Kombat Mobile очень сложно проходится, если не вложить в неё денежных средств, аргументировав свою позицию тем, что время от времени против игрока будут выходить чрезмерно сильные противники, и, следовательно, одолеть их «с наскока» не получится.
Рецензент веб-сайта Ferra.ru наименовал графику «отличной» и персонажей игры — «любимыми с детства», однако обратил внимание на превращение игры из файтинга в «некое подобие „Весёлой фермы“» из-за схожих задач игроков — тоже надо «тыкать одним пальчиком» в экран и иногда «докупать какие-то карточки». Критик также остался недоволен отсутствием возможности «без инвестиций» поиграть за знакомых героев и подытожил свой обзор следующим заявлением:
Если хочется посмотреть на то, как перерисовали Саб-Зиро или Джонни Кейджа, то MKX для мобильных устройств подойдёт, а если хочется поиграть и окунуться в атмосферу старого Mortal Kombat, то лучше потратить лишние деньги и купить игру для ПК или консоли.
На сайте-агрегаторе Metacritic версия игры для iOS получила оценку в 66 баллов из 100 возможных на основе 9 рецензий от игровых критиков.